# Dipoenata conica
Dipoenata conica är en spindelart som först beskrevs av Arthur M. Chickering 1943.  Dipoenata conica ingår i släktet Dipoenata och familjen klotspindlar. Inga underarter finns listade i Catalogue of Life.